# 유서 (광릉여왕)
광릉여왕 유서(廣陵厲王 劉胥, ? ~ 기원전 54년)는 중국 전한의 황족이자 제후왕으로, 초대 광릉왕이다. 무제와 이희의 아들로 연날왕 유단의 아우다.

## 사적
원수 6년(기원전 117년)에 형제인 제회왕 유굉·연날왕 유단과 함께 왕에 봉해졌으며, 봉국으로는 옛 강도나라의 영토인 광릉군을 받았다.
소제가 즉위하고서 1만 3천 호를, 원봉 중에 입조하고 1만 호를 더 받았으며 2천만 전과 황금 2천 근, 안거와 사마, 보검도 받았다. 선제가 즉위하고서는 네 아들이 열후에 봉해졌고 작은아들 유홍은 고밀왕에 봉해졌다.
소제가 젊고 아들이 없자 왕이 되기를 바라 무당 이녀수(李女須)를 불러와 저주를 행하게 했고, 이녀수가 무제의 혼이 강림했다면서 유서가 장차 천자가 되리라고 해 후하게 사례하고 무산에 제사를 드렸다. 마침 소제가 죽었고, 창읍왕 유하가 황제가 되자 무당을 시켜 저주했다. 유하가 얼마 못 가 폐위되자 이녀수 등을 더욱 신임했다. 그러나 다음 황제가 여태자의 손자인 선제로 정해지자 선제를 세운 명분에 반발해 이녀수에게 계속 저주를 하게 했다. 또 초왕 유연수의 처남을 사위로 삼아 유연수에게 자신을 황제로 만들어 주도록 지지를 받아냈다. 나중에 유연수가 이 일이 적발돼 자결하고 초나라가 폐지되었을 뿐만 아니라 자신도 연루되었음이 밝혀졌으나, 불문에 부쳐지고 황금 5천 근과 기물들을 받았다. 광릉여왕은 후한 선물을 받은 데다 선제가 맏아들 유석을 태자로 정하자 황제가 되기를 포기하고 저주를 그만두게 했다.
아들 남리후 유보가 살인을 저지르고 작위를 뺏겨 광릉나라로 돌아왔는데, 광릉여왕의 희첩 좌수(左修)와 간통하자 기시했다. 광릉상 승지(勝之)가 광릉왕의 사피(射陂)의 밭을 뺏어 빈민들에게 주기를 청해 승인을 받자, 광릉여왕은 중단한 저주를 계속했다. 몇 달 지나지 않아 저주하고 있던 것이 발각돼, 조정에서 조사에 나서자 입을 막기 위해 무당과 궁인 20여 명을 죽였다. 공경들은 광릉여왕을 죽이기를 청했고, 정위와 대홍려가 신문하러 광릉나라를 찾아왔다. 광릉여왕은 사죄하고 이들을 돌려보낸 후, 궁에서 태자 패·딸 근자·호생 등과 밤새 술을 마시며 총애하는 팔자(八子) 곽소군(郭昭君)·가인자 조좌군(趙左君) 등에게 노래와 반주를 맡기고 슬픔에 찬 노래를 부르니 좌우의 사람들이 함께 울었다. 이후 아침이 돼 모임을 파하고 태자 패에게 자신을 장사지내지 못하게 당부한 뒤, 목을 매 자살했다. 곽소군과 조좌군도 자살했다. 선제는 은혜를 베풀어 유서의 아들들을 사면해 서인으로 만들고, 유서에게 '여'라는 시호를 내렸다. 기원전 54년, 재위 64년 만에 죽었다. 광릉나라는 폐지돼 광릉군이 됐고, 7년 후에 태자 패를 왕으로 삼아 부활했다.

## 가계
- 전한 무제
  - 광릉여왕 유서
    - 광릉효왕 유패
    - 조양강후 유성
    - 평곡절후 유증
    - 남리후 유보(南利侯 劉寶)
    - 남리후 유창
    - 고밀애왕 유홍
    - 유근자(劉蓳訾) [♀]
    - 유호생(劉胡生) [♀]
    - 양평후 유미

조양황후·평곡절후·남리후는 모두 본시 원년(기원전 73년) 7월 임자일에 봉해졌다.
왕자후표에는 남리후 유보가 나타나지 않고, 왕자후표의 남리후 유창의 행적은 무오자전의 남리후 유보의 행적과 일치한다. 이에 대해서 전대소는 '유창'이 옳은 것 같다고 하였고, 왕선겸은 '유창'이 옳으며 무오자전의 '남리후 유보'(南利侯寶) 구절은 오기이고, 이 구절에 앞서 광릉여왕의 네 아들(四子)로 유성·유증·유보·유창(聖, 曾, 寶, 昌)이 언급된 것은 사실 유성·유증·유창, 그리고 바로 뒤에 언급되는 유홍(弘)을 뜻하는 것인데, 누군가가 '四子' 구절을 잘못 해석하여, 뒤의 '南利侯寶'를 참조하고는 억지로 寶를 끼워넣은 것이라고 주장하였다. 유미는 왕자후표에 광양여왕(廣陽厲王)의 아들로 기록되어 있는데, 광릉여왕의 오기로 여겨진다.